# 三千界のアバター
『三千界のアバター』（さんぜんかいのあばたー）は、株式会社フロンティアワークスが運営するオンラインゲーム（ブラウザゲーム）。プレイバイウェブの形態をとっており、『蒼空のフロンティア』に続く、同社の「クリエイティブRPG」の第2弾とされる。

## 概要
2013年1月17日より運営開始。キャラクターの新規登録等は無料で行える。
『蒼空のフロンティア』と同様に、プレイヤーは自分が登録するキャラクターである「アバター」のイラストをイラストレーターに発注したり、特定の物語の中でキャラクターを行動させ、ゲームマスターにその結果を「リアクション」の中で描写してもらったり、といったことができる。
本作は、プレイごとに、プレイヤーの意向で、キャラクターが行動する世界を切り替えることができるのが最大の特徴である。それも、中世ヨーロッパ風ファンタジーの世界から現代日本の学園ものの世界へ、というように、全く異なる世界観の世界に行くことができる。このとき、選択した世界に合わせて「アバター」も別の姿に変わるというのも大きな特徴である。1人のキャラクターについて、この世界ではこの姿、別のこの世界ではこの姿、というように世界ごとに現れる姿を設定できることになる。2020年現在三千界のアバターはコアコンテンツとして機能していて、蒼空のフロンティアRe・ヒロイックソングス！・八男って、それはないでしょう！〜ヘルムート王国の勇者たち〜等がサブコンテンツとして運営している。

### クエスト
ノベルパートとバトルパートの2種類で成立しており、クエストに参加して勝利するとアイテムや「フェロー」（キャラクターの仲間）を入手できる。

#### トリガークエスト
ゲームのメインとなるストーリーを扱うクエスト。運営開始当初は、このゲームで最初に現れる世界である「アルテラ」での冒険を扱った「アルテラ・サーガ」がトリガークエストであった。

### シナリオ
2013年春以降に運営が開始された。冒険の目的や内容が記されたシナリオガイドを読んで、参加するか否かを決め、参加する場合はキャラクターの「アクション」（行動）を文章で書いて提出し、ゲームマスターがその結果を判定して、「リアクション」を執筆する。
従来のプレイバイウェブ、あるいは、かつて隆盛した郵便媒体のプレイバイメール（メールゲーム）では、この「シナリオ」に該当するものが、ゲームの中心であった。
「シナリオ」運営開始後は、シナリオとクエストとが組み合わさって、ゲームのメインとなるストーリーを描いていくことになる。

## ストーリー
様々な異世界の集合体とされる「三千界」の鍵守とされるヴォーパルは、地球から、三千界を構成する各世界で「アバター」と呼ばれる存在に変身できる能力を持つとされる「特異者」を召還し、世界の危機を救うため闘うよう依頼する。

## 世界設定

### アルテラ
中世ヨーロッパ風の「剣と魔法」のファンタジー世界である。アバターは「剣士」や「魔法使い」など。

### ゴダム
地球に似た惑星を中心とする世界。かつでは高度な文明で栄えていたが、『邪神群』と呼ばれる異形の生物たちに遭遇・敗北したことで惑星のほとんどが瘴気に覆われた、黄昏の世界と化している。

### 大和
平安時代の日本に近い雰囲気を持った国「大和」を中心とする世界。
ただし、似ているのは雰囲気だけで概ね10世紀～15世紀の日本のそれらが入り混じったような世界となっている。現実との決定的な違いは、“妖”が人と共存していること。

### 神多品学園都市
現代の日本に近い文明や文化を持った学園都市「神多品（かたしな）」を中心とする世界。
楯無（たてなし）高校とリージョン・ユニバースという2つの学校があり、生徒達による自治と学園都市内での生活用品や娯楽の自給自足が行われている。

### ユグドラシル
宇宙樹ユグドラシルを中心に構成された世界だが、巨人の王ウートガルザ・ロキによって宇宙樹そのものが逆さまにされてしまった、「転空の世界」。名前の通り、北欧神話に近く、技術的には11世紀～12世紀のヨーロッパに近い。

### ゼスト
海水面上昇によって大部分が海で覆われた“海洋の世界”。人々の多くは海上に作られた巨大人工浮島（ギガフロート）で生活している。量子技術が発達しており、量子コンピュータをはじめとする高度な技術が実用化されている。

### セフィロト
1980年代の地球に似た物質界と、天使や悪魔の住む霊的な天界・魔界に分かれた、“神”によって創造された世界。全盛期には三千界の他世界にもその影響を及ぼしていたが、現在は神の怒りによって神判の時を迎えている。

### 千国
1つの大陸の中でいくつかの地域に分かれ、更に各地域には無数の国が乱立して、覇権を争っている世界。千の国の存在する世界と言う意味から、「千国（せんごく）」と呼ばれている。「英傑」と呼ばれる地球の歴史上の人物たちが千国の国々を統治している、群雄割拠の“戦乱の世界”。

### ワンダーランド
「不思議の国のアリス」の世界の雰囲気が強く出ている世界。一人の“創造主”が、空想を現実にする「創造力」によって創り上げた世界であり、地球の人々の“想像”と繋がっているとされている。また、地球の「おとぎばなし」は、この世界の影響を強く受けることによって生まれたとも言われ、逆に地球でアレンジされたものの影響を受けてもいるらしく、両者は極めて密接な関係にあると言われている。

### アーキタイプ
現在明らかになっている世界の中で最も広大であると同時に、過酷な環境により全貌が明らかになっておらず、未知の世界、暗黒世界とも呼ばれている世界。滅びた無数の文明とそれらが残したロストテクノロジーやオーパ―ツが眠っており、特にオーパーツは他世界では越界聖具とも呼ばれていた三千界の成り立ちにも関わるものも含まれており、三千界の「原型（アーキタイプ）」なのではないかと言われている。

### ユーラメリカ
巨大な一つの大陸が大河や湖などによっていくつかの地域に分断され、“ネオジェネレーション”と呼ばれる異能力を持つ人々の存在と、正義と悪の戦いが続く“ヒーロー世界”。アメコミヒーローの世界と言えば分かりやすいだろう。

## 主題歌
- 『Infini』
作詞・作曲：島みやえい子 / 編曲：古島知久 / 歌：Lia

## キャラクター登録
キャラクター登録の際は、「名前」「年齢」「性別」「誕生日」「パーソナリティ」などを決める。

### パーソナリティ
キャラクターのタイプを表したもの。「お嬢様」「平凡」「シニカル」など、男女別・合計16種類の中から選択できる。パーソナリティを選択すると、髪型などの外見も自動的に決定される。なお、外見については登録後に変更可能である。